# 楊彗星
楊彗星（172P/Yeung）是由香港業餘天文學家楊光宇在2002年3月發現的一顆周期彗星。
該彗星於2008年10月通過近日點，由於經過計算，它會於2011年接近木星，其軌道會因攝動而被改變，因此預計該彗星下次會於2017年回歸。